# Brandonville (Virginia Occidental)
Brandonville es un pueblo ubicado en el condado de Preston en el estado estadounidense de Virginia Occidental. En el Censo de 2010 tenía una población de 101 habitantes y una densidad poblacional de 101,29 personas por km².

## Geografía
Brandonville se encuentra ubicado en las coordenadas 39°40′1″N 79°37′40″O / 39.66694, -79.62778. Según la Oficina del Censo de los Estados Unidos, Brandonville tiene una superficie total de 1 km², de la cual 1 km² corresponden a tierra firme y (0%) 0 km² es agua.

## Demografía
Según el censo de 2010, había 101 personas residiendo en Brandonville. La densidad de población era de 101,29 hab./km². De los 101 habitantes, Brandonville estaba compuesto por el 95.05% blancos, el 0% eran afroamericanos, el 0% eran amerindios, el 0% eran asiáticos, el 0% eran isleños del Pacífico, el 4.95% eran de otras razas y el 0% pertenecían a dos o más razas. Del total de la población el 4.95% eran hispanos o latinos de cualquier raza.